# Jerry Brudos
Jerome Henry "Jerry" Brudos (31 de janeiro de 1939 — 28 de março de 2006) foi um assassino em série americano e necrófilo, também conhecido como "O Assassino da Luxúria" e "O Assassino do Fetiche de Sapatos". Ele foi julgado e condenado por quatro homicídios perpetrados no estado do Oregon, nos Estados Unidos, entre 1968 e 1969.

## Início da vida
Brudos nasceu em Webster, Dakota do Sul, e era o mais novo de dois filhos. A sua mãe queria uma menina e ficou descontente quando teve outro filho. Constantemente o menosprezou e tratou com desdém, e abusou dele. Quando criança, Brudos e a sua família mudou-se para casas diferentes no Noroeste do Pacífico, antes de assentarem em Salem, Oregon.
Ele tinha um fetiche por sapatos de mulher desde os 5 anos, depois de brincar com sapatos de salto alto numa lixeira. Alegadamente tentou roubar os sapatos da sua professora do primeiro ano. Brudos tinha um fetiche por roupas íntimas de mulher, e dizia que roubava roupas íntimas das vizinhas quando era criança. Passou os primeiros 10 anos a entrar e sair da psicoterapia e de hospícios. Começou a perseguir mulher locais enquanto adolescente, batendo-lhes e asfixiando-as até ficarem inconscientes, fugindo com os seus sapatos.
Aos 17 anos, raptou e espancou uma jovem mulher, ameaçando esfaqueá-la se ela não cumprisse as suas exigências sexuais. Pouco depois de ser preso, foi levado para a ala psiquiátrica do Hospital Público do Oregon durante 9 meses. Lá, descobriu-se que as suas fantasias sexuais tinham origem no seu ódio e vingança contra a sua mãe e contra as mulheres em geral. Também fez uma avaliação psiquiátrica, e foi-lhe diagnosticado esquizofrenia. Apesar de estar institucionalizado, conseguiu graduar-se no ensino secundário com a sua turma de 1957. Pouco depois da sua graduação, Brudos tornou-se técnico de electrónica.
Em 1961, casou com uma jovem de 17 anos, da qual teve 2 filhos, e assentou nos subúrbios de Salem, Oregon. Ele pedia à sua noiva para fazer os trabalhos em casa nua, excepto calçando um par de saltos altos, enquanto tirava fotos. Foi por volta desta altura, contudo, que ele se começou a queixar de dores de cabeça e perdas de consciência, aliviando os seus sintomas com noites em que roubava sapatos e roupa interior. Ele manteve os sapatos, roupa interior e (durante algum tempo) os corpos das suas vítimas numa garagem na qual não deixava entrar a sua mulher sem ser anunciada ou através de um intercomunicador que Brudos tinha instalado.

## Crimes
Entre 1968 e 1969, Brudos espancou e estrangulou 4 jovens mulheres. As únicas provas iniciais eram avistamentos de testemunhas de um homem grande vestido com roupas femininas. Na garagem da sua casa de Salem, Oregon, Brudos mantinha troféus das suas vítimas, mais propriamente dois pares de seios amputados que eram usados como pesa-papéis e o pé esquerdo de uma mulher de 19 anos chamada Linda Slawson, a sua primeira vítima, que usou como modelo para os sapatos que roubava. Depois de cometer um homicídio, ele vestia-se com saltos altos e masturbava-se. A investigação dos policiais e entrevistas aos estudantes da universidade local levou a Brudos, que descreveu os crimes com detalhes. Ele confessou ter matado Linda Slawson, Jan Whitney, Karen Sprinker e Linda Salee, e foi sentenciado a prisão perpétua.
Enquanto esteve preso, Brudos tinha imensos catálogos de sapatos femininos na sua cela — ele escreveu a várias empresas a pedir — e dizia que eram o seu substituto de pornografia. Ele fez inúmeros apelos, incluindo um no qual alegava que uma fotografia tirada a um corpo de uma das vítimas não provava que era culpado, porque não era o corpo de uma pessoa pelo qual tinha sido condenado de matar.
Brudos morreu na prisão em 28 de março de 2006, de cancro do fígado. Na altura da sua morte, Brudos era o prisioneiro mais antigo no Departamento Correccional de Oregon (um total de 37 anos, de 1969 a 2006).

## Música
- A banda de thrash metal americana Macabre gravou uma música sobre Brudos (do seu álbum Murder Metal) chamada "Fatal Foot Fetish".